# North Conway (Nuevo Hampshire)
North Conway es un lugar designado por el censo ubicado en el condado de Carroll en el estado estadounidense de Nuevo Hampshire. En el Censo de 2010 tenía una población de 2.349 habitantes y una densidad poblacional de 209,22 personas por km².

## Geografía
North Conway se encuentra ubicado en las coordenadas 44°3′8″N 71°7′30″O / 44.05222, -71.12500. Según la Oficina del Censo de los Estados Unidos, North Conway tiene una superficie total de 11.23 km², de la cual 11.08 km² corresponden a tierra firme y (1.29%) 0.15 km² es agua.

## Demografía
Según el censo de 2010, había 2.349 personas residiendo en North Conway. La densidad de población era de 209,22 hab./km². De los 2.349 habitantes, North Conway estaba compuesto por el 94.72% blancos, el 0.51% eran afroamericanos, el 0.38% eran amerindios, el 2% eran asiáticos, el 0.09% eran isleños del Pacífico, el 0.64% eran de otras razas y el 1.66% pertenecían a dos o más razas. Del total de la población el 1.58% eran hispanos o latinos de cualquier raza.